# 高松空港
高松空港（たかまつくうこう、英: Takamatsu Airport）は、香川県高松市にある空港。空港法では第4条第1項第6号に該当する空港として政令で定める空港（国管理空港）に区分されている。滑走路・誘導路の一部は綾歌郡綾川町に属する。2018年4月より、運営が民営化された（詳細は後述）。運営会社の名称は高松空港株式会社となった。

## 概要
高松市の中心部から南へ約15kmの香南台地に、1989年12月開港（#空港移転の経緯を参照）。標高185mの高台にあるため、霧が発生しやすく、滑走路の東側が急峻な谷となっていることから高カテゴリーの計器着陸装置の設置が事実上不可能なため、霧による視界不良を原因とした到着便の出発地への引き返しや降着地の変更、およびそれに伴う折り返し便の欠航が年に数回起きる。
香川県の空の玄関であるが、県東部の東かがわ市では徳島空港の方が距離的・時間的には若干近くなり、同市のウェブサイトにおいても両空港が併記されている。逆に徳島県西部においては、徳島空港よりも距離的･時間的に近い地域があり、徳島新聞の空席情報記事には徳島空港に加えて高松空港の時刻も併記されている。一方、香川県西部では（高松空港からの定期便のない空港へのアクセスとして）岡山空港の利用をウェブサイトに併記する自治体もあった。
年間利用客数は、国内1,627,574人、国際227,324人（2016年度）。
後述の中国・春秋航空就航に伴う国際線利用者増加に対応するため、国際線ターミナルを増築することが2011年12月に決定し、台北線就航を控えた2013年3月15日に竣工した。
また、一般車両の送迎スペースが降車場2台分しかなく混雑していることから、新たに乗車場・降車場・待機レーンを設置する方針であると、香川県の政策部長が2013年2月の県議会総務委員会で表明した。
国際線ターミナルの増築竣工から11年あまりが経過した2024年9月に、さらなる国際線利用客の増加に伴う国際線ターミナルの再度の増改築計画が明らかにされ、同年12月には国際線用のボーティングブリッジ増設も含めた全体計画が公表されて、ブリッジは2025年10月末、ビル増築は2026年8月、既存ターミナルの改修は2027年3月の完成を見込んでいるとされた。
映画『世界の中心で、愛をさけぶ』や映画『UDON』で撮影場所となり、アニメ映画『ひるね姫 〜知らないワタシの物語〜』にも舞台として登場する。

## 統計

### 利用者数
元のウィキデータクエリを参照してください.
| 現在、技術上の問題で一時的にグラフが表示されなくなっています。 |                                                                |
|                                                                | 現在、技術上の問題で一時的にグラフが表示されなくなっています。 |

### 利用状況
現空港の移転開港前に香川県が実施した試算では2000年度には246万人の利用客を予想していたが、実際には158万人であった。
かつては国内線も様々な都市に就航しており、最盛期の1999年には11路線が発着していた。しかし、新幹線など他の交通機関との競合や、航空業界の規制緩和に伴う不採算路線からの撤退の影響で、関西方面や九州方面の便は2000年代にその多くが廃止となった。新千歳線は羽田で乗り換えて新千歳まで向かう乗客が増えたため、2007年度をもって廃止された。日本エアコミューター唯一の路線として残っていた鹿児島線も、日本航空グループの経営再建に伴う路線整理により、2010年10月30日で運航を休止した。
2000年代に入ってからの利用客は年間140 - 150万人台で推移していたが、2009年度は国内線で不況や新型インフルエンザの影響を受けて落ち込み、国際線も含めた合計で約137万人と10年ぶりに140万人を下回った。2010年度は途中まで瀬戸内国際芸術祭や羽田線増加等により好調に推移していたが、年度末となる3月に東日本大震災の影響で落ち込み、最終的に前年度より約1万人の増加にとどまった。2011年度は東日本大震災の影響が尾を引き、国内線は前年比6.4%の減少と落ち込み、後述の中国へ定期路線が増えた国際線は増加したものの、全体としては前年比4.6%の減少となる約132万人で、20年ぶりの低水準となった。しかし、その後2012年度以降は2018年まで毎年伸張を続け、2018年度は過去最多の206万人を記録した。2019年度は年度末となる3月に新型コロナウイルス感染症流行の影響を受けて約200万人に微減、2020年度は通期に影響が拡大して前年比79%減の41万人と大幅に低下した。
2010年代においては羽田空港線が利用客に占める割合が大きく、2015年度は総利用客約178万人中128万人で72%（国内線に限ると79%）となっている。羽田空港新滑走路供用に合わせて、2010年10月31日から日本航空・全日空とも1往復ずつ増便した。ただし、日本航空は同時に小型機への機種変更をおこなったため、提供座席数は全日空が2割弱の増となったのに対して日本航空は2割強の減となった。日本航空は2014年3月にさらに1往復を増便している。
那覇線は、観光需要があることから利用率も良好に推移してきたが、2011年10月に松山空港に那覇線が開設（厳密には運航会社変更の上で1年ぶりに再開）されてからはその影響を受けている。
国内の大規模国際空港との間では、大阪国際空港や関西国際空港との間にはかつて定期便が存在したが、成田空港との間には空港移転から20年以上にわたって定期便の就航がなかった。2013年8月21日、LCCエアラインのジェットスター・ジャパンは、同年12月10日より成田空港との間に定期便2往復を就航させると発表し、予定通り就航した。これに続いて同年9月5日、春秋航空日本も2014年5月から高松と成田を結ぶ定期便を就航させる申請を行ったと発表した。その後、2014年3月に運航開始は当初発表より遅れた6月27日と告知されたが、6月になって「準備不足とパイロット養成の遅延」を理由に、就航を8月1日に延期することが発表された。8月1日、予告通り運航を開始。しかし、春秋航空日本の便は搭乗率が6割未満と目標の8割を下回ったことから、2015年の夏ダイヤ（3月29日 - 5月31日）では毎日運航から上海線と同じ曜日の週4便に減便することを、2015年2月に発表した。その後も利用状況は好転せず、2015年8月に春秋航空日本は、同年10月25日から成田線を休止すると発表した。成田線の利用者数は2014年、2015年ともに年間約23万人を記録しており、国際線とともに空港利用者増加の要因となっている。

### 国際線の動向
2010年まで唯一の国際線だったソウル線は2003年には搭乗率が30%台の月もあり、存廃の危機にあった。その翌年からの韓流ブームにより利用客が増加して持ち直した。ブームの沈静化で再び利用率が低下したが、その後円高・ウォン安に伴う日本人観光客の増加で盛り返し、2009年4月からは高松での駐機が復活した。2008年度からは4年連続で増加している。2016年10月7日、アシアナ航空からエアソウルに移管され、19日より増便された。2018年10月28日からは週7往復(毎日運航)に増便されたが、2019年の日韓関係悪化により、増便から1年後の2019年10月27日により週3往復に減便となる。
2010年10月18日の定例記者会見で浜田恵造香川県知事は、県が同年3月に中国と台湾の3航空会社に対して高松空港への定期路線開設を要望していたことを明らかにした。そのうち中国の格安航空会社「春秋航空」社長の王正華が上海 - 高松線開設について前向きな姿勢を示した。その後、2011年3月27日よりチャーター便を就航させることがいったん発表されたが、直前の3月19日になって、東日本大震災を受けて中国国内で旅行業者に対し団体客の日本ツアー取りやめを求める通知が出た影響により、就航を延期すると発表した。その時点では就航時期は未定とされていた。5月25日に香川県と春秋航空は、7月15日より週2往復体制で運航を開始すると発表した。6月2日と5日のプレチャーター便の運航を経て、7月15日に正式に就航した。2012年3月までの約半年間の利用客は約2万3000人で平均搭乗率は84.8%であった。上海線はその後、2012年3月に週3往復、2014年3月に週4往復と増便を重ね、2017年1月からは週5往復となった。
2012年10月13日、香川県はチャイナエアラインが台湾桃園国際空港との間で2013年3月21日から定期便の就航を開始すると発表し、予定通り就航した。台湾との間の定期航空便は四国の空港では初めてとなる。
2016年7月6日より、LCCの香港エクスプレス航空が週3便のスケジュールで香港国際空港との間の定期便を就航させ、9月からは週4便に増便された。この定期便に使用される機材（A320）は香川県が命名権を購入し、「Sanuki Udon（讃岐うどん）」号と命名されている。この機体は2017年1月13日から就航している。搭乗率が好調なため、2019年10月からは週5便に増便される。
しかし、2020年の新型コロナウイルス感染症の流行により国際線は同年3月からすべて運休となった。全線運休が2年以上続いた後、ソウル線が2022年11月23日から運航を再開、台北線についても2023年1月19日より再開。
香港線は2023年1月22日からチャーター便として運行し、2023年4月16日より定期路線として週3往復で運行を再開する予定となっている。
ソウル線は2023年3月26日より搭乗率が好調なためデイリー運行に増便することが決定した。

### 貨物
| 年度 | 貨物取扱量(トン) | 郵便取扱量(kg) |
| ---- | ---------------- | -------------- |
| 2007 | 11,834           | 886,074        |
| 2008 | 11,473           | 668,313        |
| 2009 | 10,704           | 535,580        |
| 2010 | 10,514           | 545,346        |
| 2011 | 8,946            | 534,527        |
| 2012 | 8,891            | 453,383        |
| 2013 | 8,397            | 432,055        |
| 2014 | 7,752            | 414,916        |
| 2015 | 6,433            | 399,497        |
| 2016 | 5,813            | 339,738        |

## 歴史

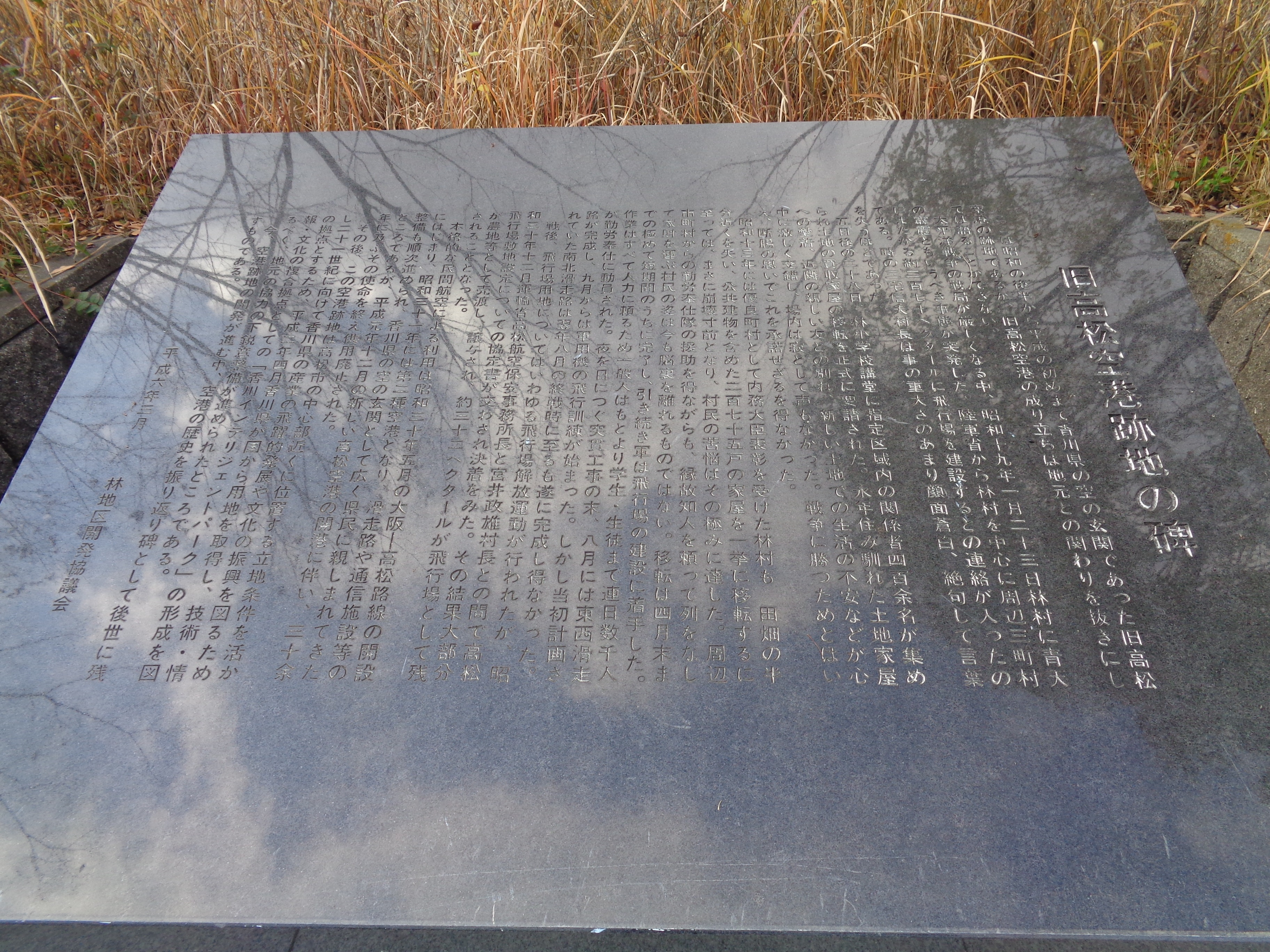
サンメッセ香川敷地内に所在する旧空港の碑

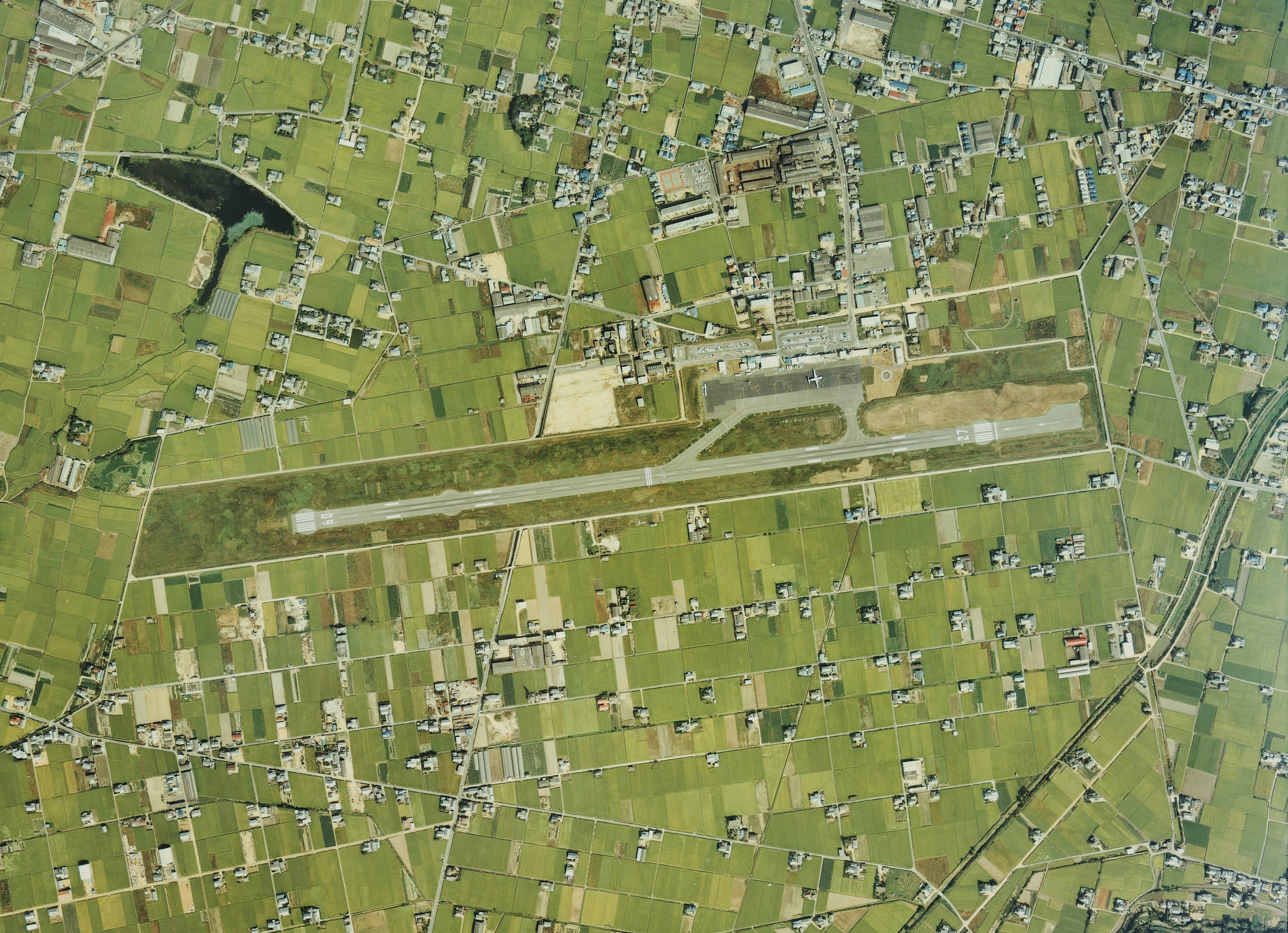
1980年に撮影された、旧高松空港付近の空中写真。上記の新空港と比較すると平坦地に位置していたことがわかる。
。

### 空港移転の経緯
1989年（平成元年）末まで旧高松空港は、現在の空港から約10km北の市街地（高松市林地区林町）にあった。太平洋戦争中に設置された軍用飛行場の設備を改装し設置された空港だったが、滑走路が短いことや、市街地・畑地に隣接していることなどの問題（実質プロペラ機しか使えず）があり、早くから新空港設置が提案されていた。1972年（昭和47年）に高松市下笠居地区生島町沖に330万平方mの埋め立て地を造成して新空港を建設する前提で調査が開始されたが、オイルショックや瀬戸内海の環境保全問題から埋め立て計画が縮小されたのち、1979年（昭和54年）に生島沖を断念して香南地区を候補地とすることが決定した。
1983年（昭和58年）に運輸大臣より建設が告示され、これに基づいて1980年代の末に香南町（当時）の高台に新空港を造成し、空港機能が移転された。旧高松空港の跡地は、産学施設が立地する「香川インテリジェントパーク」を設置、コンベンションホールの香川県産業交流センター（サンメッセ香川）や、香川県立図書館、香川大学創造工学部のほか、企業や県の研究所などがある。
旧高松空港が登場する作品として、1968年（昭和43年）の東宝映画『社長繁盛記』があり、冒頭で登場人物が羽田から全日空のボーイング727で伊丹へ飛び、乗継いだフォッカー F27フレンドシップで高松に向かっている。これは当時、羽田からの直行便が1日1便しかなかったためで、劇中にもそのことを嘆くシーンがある。

### 沿革

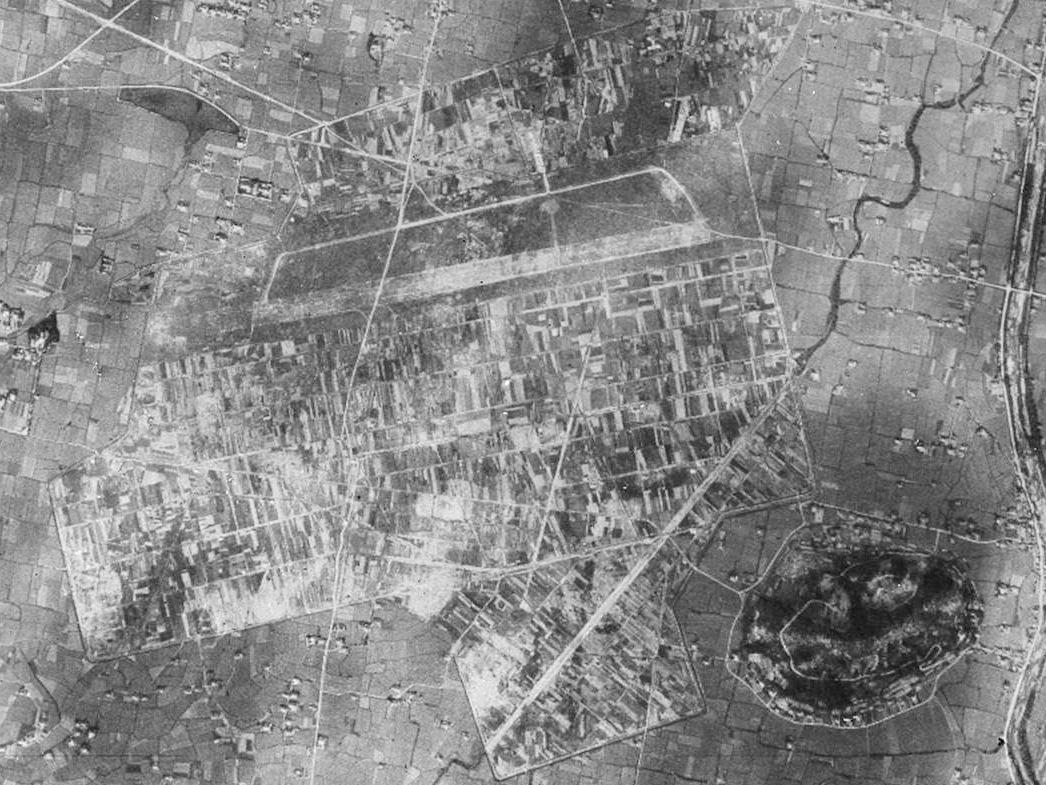
旧陸軍林飛行場の空中写真（1947年）
旧高松空港の前身となる飛行場

#### 旧空港
- 1944年（昭和19年）
  - 1月 - 陸軍が木田郡林村大字下林で軍用飛行場建設に着手。その後完工を待たずに戦闘隊などが使用した[47]。
  - 9月 - 明野教導飛行師団高松分校が設置され、乙種搭乗員やビルマ人留学生の訓練が行われた。
- 1945年
  - 5月 - 教導飛行師団の訓練生は転隊するが、教官級の搭乗員は残留し五式戦闘機でロッテ戦法の訓練を行う。また同月には百式司令部偵察機を装備する陸軍飛行第28戦隊が派遣され、明野戦闘機隊と共に土佐沖の索敵の任に当たる。
  - 7月 - 4日の高松空襲は陸軍の戦力温存方針のため、戦闘機隊による迎撃は行われなかった。31日、四式戦闘機を装備する第100飛行団隷下の第101戦隊が移転するも、同隊は沖縄戦で消耗しており、戦力補充は翌8月12日まで掛かった。
  - 8月 - 敗戦により占領軍が接収。
- 1952年 - サンフランシスコ講和条約発効に伴い返還される。
- 1955年5月 - 空港指定を受けないまま民間航空便が就航。極東航空（現 全日本空輸）による伊丹線1往復[47]。
- 1956年
  - 4月 - 空港整備法による第二種空港に指定。
  - 9月30日 - 林村が高松市へ編入されたことに伴い、所在地が高松市林町となる。
- 1958年
  - 6月 - 飛行場を事実上縮小し、滑走路長1,200mで供用を開始。地元では「林の飛行場」という通称が閉港まで使われていた。
  - 8月1日 - ターミナルビルが完成[48]。それまで、屋根付きの待合所がない状態であった[48]。
- 1979年 - 新空港建設候補地を香南台地と決定。
- 1983年 - 空港整備法による第三種空港に指定変更。

#### 現空港

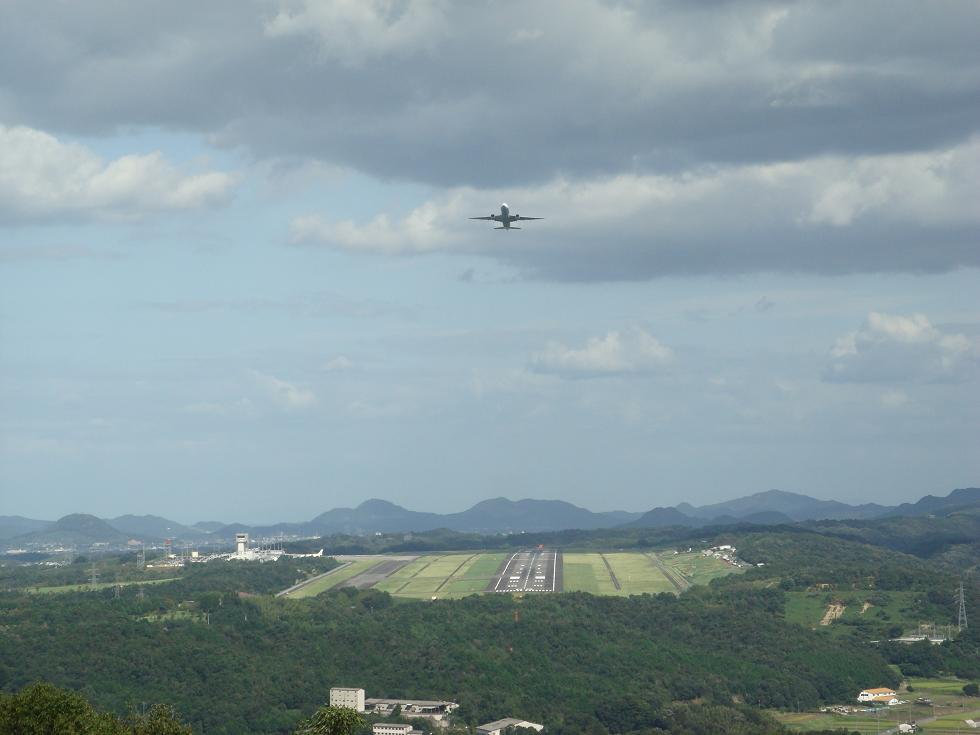
高山航空公園から見た滑走路。高台にあることがわかる。

- 1989年（平成元年）12月16日 - 香川郡香南町大字岡に、新高松空港が滑走路長2,500mで供用を開始。これに伴い旧空港は廃止。
- 1991年 - 新高松空港を高松空港に改称。
- 1992年 - 国際線旅客ターミナルの供用を開始。
- 2006年1月10日 - 香南町が高松市へ編入されたことに伴い、空港ターミナルビルの所在地が高松市香南町岡となる。
- 2010年7月13日 - ターミナルビル2階の空き店舗スペースに「空の駅かがわ」がオープン[49]。
- 2012年5月31日 - 高松進入管制区が関西進入管制区に統合されたことに伴い、当空港施設での管制業務を一部廃止[50]。
- 2013年
  - 1月16日 - 山口宇部空港発東京国際(羽田)空港行のANA692便（ボーイング787）が、飛行中に機内に煙が充満して緊急着陸。滑走路が長時間にわたり閉鎖されたが、19時26分に運用を再開した[PR 16]。定期便による重大インシデントは現空港の開港以来初めてであった[51]。
  - 4月1日 - 関西航空地方気象台高松空港出張所が航空観測所に移行される[52]。
- 2015年5月27日 - エアロラボ インターナショナルが保有する日本航空機製造YS-11(N462AL)が動態保存機として東京国際空港より飛来する。その後2018年5月11日に能登空港へ移動するまでの約3年間、同空港にてエンジン始動、地上走行などを定期的に行った。
- 2017年12月1日 - 空港ビルの運営が民営化される[53][54]。
- 2018年4月1日 - 滑走路等の施設を民営化。国管理の空港からは仙台空港に続いて2例目となる[55][56]。
- 2019年（令和元年）10月1日 - 高松空港株式会社が空港ビルの旧運営会社で先に完全子会社化した高松空港ビル株式会社を吸収合併[PR 17]。

## 施設
ターミナルビル内の2階出発ロビーに、2004年4月に東京モノレール・2007年8月24日に京浜急行電鉄の自動券売機を設置した。
旅行用トランクなどを運ぶベルトコンベアに讃岐うどんの模型を搭載していて、観光面で香川県をアピールしている。また、2010年に「空の駅かがわ」オープンの際、その一角に「讃岐うどんのだし」（温かいだし）が出る蛇口が設置され、2019年には2階の売店「四国空市場」前に冷たいだしの蛇口が追加された。いずれも紙コップでの飲用が可能だったが、新型コロナウイルス感染症流行の影響で2020年3月以降は運用を休止していた。2023年4月20日に3年ぶりに運用が再開された。
AEDは1階のインフォメーションセンター付近と2階の国内線出発ロビーのエレベーター付近にしかなく、いずれも国内線側である。
空港内ラウンジは空港会社運営の「ラウンジ讃岐」が保安検査前にあるだけで、ANAラウンジ、JALラウンジ、国際線とも制限エリア内ラウンジは存在しない。
空港内には農林水産省動物検疫所神戸支所四国出張所高松空港事務所が設置されている。同所は四国内の空港のみを管轄しており、海港は徳島県小松島市の小松島港事務所が管轄している。また、財務省神戸税関高松空港税関支署（2021年7月1日に坂出支署の出張所から格上げ）も設置されている。

## 就航路線

### 国内線
航空会社が2社以上の路線は、最前の航空会社の機材・乗務員で運航する共同運航便（コードシェア便）
| 航空会社                      | 就航地               |
| ----------------------------- | -------------------- |
| 日本航空(JAL)                 | 東京/羽田            |
| 全日本空輸(ANA)               | 東京/羽田、沖縄/那覇 |
| ジェットスター・ジャパン(JJP) | 東京/成田            |

| 行き先       | 旅客数    | 国内線順位 |
| ------------ | --------- | ---------- |
| 東京国際空港 | 約101万人 | 上位21位   |

### 国際線
| 航空会社             | 就航地      |
| -------------------- | ----------- |
| エアソウル           | ソウル/仁川 |
| ジンエアー           | ソウル/仁川 |
| 春秋航空             | 上海/浦東   |
| 香港エクスプレス航空 | 香港        |
| チャイナエアライン   | 台北/桃園   |
| スターラックス航空   | 台中        |

## 就航都市

### 国内線
- 関東：東京/羽田、東京/成田
- 九州・沖縄：沖縄/那覇

### 国際線
- 韓国：ソウル/仁川
- 中国：上海/浦東
- 香港：香港
- 台湾：台北/桃園、台中

## 交通

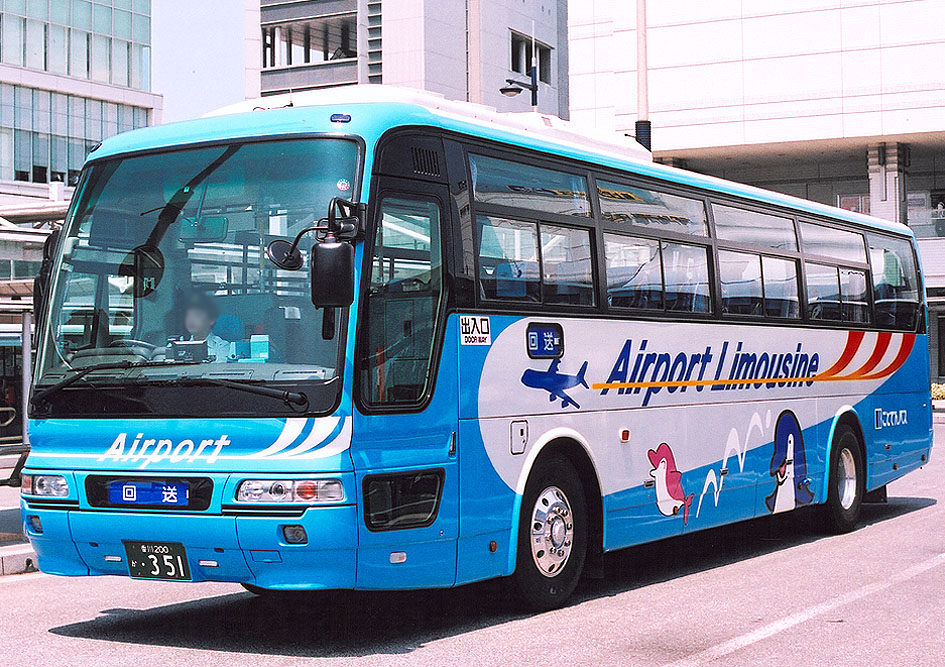
空港アクセスには、専用車両も運用されている（ことでんバス「高松空港リムジンバス」）

本数・所要時間・料金等の詳細は、該当項目や公式サイトなどを参照。

### バス
- ことでんバス
  - JRホテルクレメント高松・高松駅・フェリー乗り場発着便（高松築港駅・栗林公園・ゆめタウン高松・空港通り一宮経由） - 航空便に接続するため、時刻は毎月変わる。小豆島、直島へのフェリーは、フェリー乗り場バス停、高速艇は、高松築港バス停が便利。
  - 高松駅発着便（高松築港駅・瓦町駅・栗林公園・円座駅経由） - 一般の路線バス（行先番号：下り41・上り44）。航空便との接続は考慮されていない。
- 琴参バス
  - 丸亀駅発着便（宇多津駅南口・坂出駅・綾川駅経由）- 丸亀駅～坂出駅間のみの乗車はできない。また、高松空港発丸亀駅行最終便については、綾川駅は下車のみの扱いとして乗車は不可（それ以外の便は丸亀駅・坂出駅～綾川駅のみの乗降可能）
- 琴空バス
  - 琴空バス本社発着便（琴電琴平駅・JR琴平駅・ニューレオマワールド経由）
- 西讃観光バス
  - 四国中央発着便（高速観音寺・高速善通寺・高速丸亀経由）
- 琴平バス
  - 三豊（父母ヶ浜）発着便（うどん空港シャトル、ゆめタウン三豊・三豊市役所・琴平経由）　←廃止
  - 阿波池田・大歩危・祖谷渓方面　← 運休
  - 高知駅発着便　←運休
- 四国交通
  - 阿波池田方面 - こちらも綾川駅を経由するが、運輸権がないため空港 - 同駅間のみの利用はできない。

このほか、2011年7月15日から大川バスが「そらバス」と称するシャトルバスを下記区間に運行していたが、2014年5月限りで運休となった。
- 高松東港（ジャンボフェリーのりば）・高松中央インターBT発着便（高松中央インター南経由）- 那覇、ソウル、上海発着の各航空便に接続するため、曜日により運行区間や時刻が変わっていた。

### 乗合タクシー
- 東讃交通（空港シャトル便）
  - 高松市発着便
  - 琴平町・善通寺市・多度津町・丸亀市・宇多津町・坂出市発着便

### 定額ジャンボタクシー
- 倉敷タクシー
  - 倉敷駅・倉敷美観地区発着便

## 民営化に至る経緯
2015年3月、国土交通省は最短で2018年春にも高松空港を民営化する方針であると報じられた。施設の保有権は国や自治体に残し、運営権のみを売却する「コンセッション方式」を採用する予定とされた。また、運営主体が空港施設とターミナルビルで分かれている（前者は国、後者は自治体等が出資する第三セクター）点を一本化することも検討するとされ、着陸料の引き下げにより新路線誘致を容易にする効果を見込むと報じられた。
2016年7月8日、国土交通省は民営化に向け、運営権の売却を実施すると正式に発表した。15年以上最大55年までの契約で、関係自治体からは10%を出資する予定である。9月6日に募集要項を発表して入札を開始した。2017年8月頃に売却先を決定し、2018年4月から民営化するとしていた。
2016年12月に委託候補企業の応募が締め切られ、香川県の企業である穴吹興産など6つのグループが応募したと報じられた。2017年1月の一次審査で穴吹興産ら香川県企業連合、三菱地所など3つのグループが選考を通過した。
2017年7月26日、国土交通省は優先交渉権者に三菱地所、大成建設、パシフィックコンサルタンツ、シンボルタワー開発で構成する企業グループを選定したことを発表し、8月10日に基本契約を締結した。8月15日に国土交通省が発表した評価結果では、一次審査はオリックスを代表とする「高松空港ORIGINALS」がトップ、次いで穴吹興産、三菱地所の順番であったが、二次審査は三菱地所、オリックス、穴吹興産の順となった。報道では「旅客数や貨物量の増加を目指す提案内容が評価された」とされている。三菱地所グループの提案内容では、旅客ターミナルの増築や空港使用料の引き下げなどにより、路線数を現行の7から13に増やし（うち、国内線の福岡と新千歳は撤退路線の復活）、15年後の2031年度には2016年度の1.7倍となる307万人の利用客を見込むとしている。これらの設備投資については、二次審査対象3グループの中で金額的に突出していたと指摘されている。こうした提案内容について、実現性に疑問を呈する業界関係者の意見も踏まえ、「提案内容を盛った者が勝つ」という構図になっているのではないかという懸念も示されている。
三菱地所は、民営化を担うため設立した特別目的会社（SPC）「高松空港株式会社」が2017年10月1日、国と契約を締結したと発表した。
2017年12月1日より、ターミナルビルの運営が新会社に移管された。
国が管理する滑走路等の運営は、当初計画通り2018年4月1日より民営化された。

## 周辺施設
- さぬき空港公園（高松市）- 北西側に隣接し、催し物広場などの広場、グラススキー場、スカイゾーン、アドベンチャーゾーンなど
- さぬきこどもの国（高松市）- 南側に隣接し、わくわく児童館、航空機（YS-11）野外展示など
- 高山航空公園（綾川町）- 高山航空神社、ヘリコプターや航空機（T-2練習機）の野外展示、遊具、多目的ルームなど